# (6916) Lewispearce
(6916) Lewispearce est un astéroïde de la ceinture principale.

## Description
(6916) Lewispearce est un astéroïde de la ceinture principale. Il fut découvert le 27 juillet 1992 à Siding Spring par Robert H. McNaught. Il présente une orbite caractérisée par un demi-grand axe de 2,85 UA, une excentricité de 0,26 et une inclinaison de 18,2° par rapport à l'écliptique.

## Compléments